# Stegommata sulfuratella
Stegommata sulfuratella är en fjärilsart som beskrevs av Edward Meyrick 1880.
Stegommata sulfuratella ingår i släktet Stegommata och familjen rullvingemalar. Inga underarter finns listade i Catalogue of Life.